# Baguan
Baguan est une île des Philippines, située dans la région autonome en Mindanao musulmane,,.

## Histoire
Baguan fait partie de la province insulaire de Tawi-Tawi et l’archipel des Turtle Islands, un groupe isolé de neuf îles situées dans la mer de Sulu, à l’extrémité sud-ouest du pays, à environ 1000 kilomètres au sud-ouest de Manille et à 40 kilomètres au nord de Sandakan, dans l’État de Sabah. Six des neuf îles se trouvent aux Philippines, tandis que les trois autres se trouvent en Malaisie, séparées par la frontière maritime, fixée par un traité international, entre les Philippines et la Malaisie. Les six îles du côté philippin (Boaan, Lihiman, Langaan, Great Bakkungan, Taganak et Baguan) couvrent environ 308 hectares de terres et sont regroupées en une seule municipalité. Leur population était de 3772 habitants au recensement de 2010.
Les îles, ainsi que Cagayan de Tawi-Tawi, étaient autrefois détenues par le Royaume-Uni qui administrait à l’époque l’État voisin de Bornéo du Nord (l’actuel État de Sabah en Malaisie) en tant que protectorat britannique. À la suite du traité signé à la Société des Nations le 2 janvier 1930 entre les États-Unis, qui contrôlaient les Philippines, et le Royaume-Uni concernant les frontières territoriales, le Royaume-Uni a cédé sept des Turtle Islands et Cagayan de Tawi-Tawi aux États-Unis. Les îles sont passées sous la souveraineté philippine lors de la reconnaissance par les États-Unis de l’indépendance des Philippines le 4 juillet 1946.

## Géographie et géologie
Baguan est la plus orientale des Turtle Islands, et la seule île inhabitée au sein du Turtle Islands Wildlife Sanctuary (TIWS). Sa superficie est de 29,1 hectares,. D’origine volcanique, l’île est en forme de cloche. Sa section sud est principalement plate, mais sa partie nord est vallonnée et atteint une altitude maximale de 40 mètres, au-dessus du niveau de la mer, se terminant par une chute abrupte avec de gros rochers volcaniques sur le rivage sablonneux du nord. La flore terrestre est dominée par des forêts, des Buchanania arborescens (Blume) ou « Balinghasai », des cocotiers et autres arbres de plages.

## Nature
Baguan fait partie de l’aire protégée des Turtle Islands (TIHPA), qui est considérée comme le plus grand lieu de nidification des tortues marines dans la zone ASEAN. En 2014, seuls 10 sites de nidification de tortues marines ont été reconnus. En réponse au déclin de la population mondiale de tortues marines, l’Union internationale pour la conservation de la nature a décidé de déclarer toutes les espèces de tortues marines en voie de disparition. Les Turtle Islands sont aujourd’hui le seul lieu de nidification naturel majeur pour les tortues vertes dans toute l’Asie du Sud-Est. Les îles sont visitées par plus de 2000 tortues qui viennent pondre chaque année, ce qui en fait un lieu de nidification majeur pour les tortues marines, notamment les tortues de mer vertes et les tortues imbriquées. Les œufs de tortue ont une valeur culturelle et économique à Tawi-Tawi. Cela a entraîné une collecte excessive d’œufs dans la région, en particulier à Baguan.
Le 31 mai 1996, les Philippines et la Malaisie ont signé un protocole d’accord pour déclarer les Turtle Islands zone protégée, la première aire protégée transfrontalière pour les tortues marines dans le monde, afin de garantir l’existence continue des tortues marines et de leurs sites de nidification dans les Turtle Islands. L’aire protégée transfrontalière comprend neuf îles, trois îles du côté malaisien et six îles du côté philippin : Taganak, Baguan, Langaan, Boaan, Lihiman et Great Bakkungan. Quatre des six îles sont habitées. L’ensemble de la zone protégée a une superficie totale de 242967 hectares (2429,67 km2). Les deux complexes insulaires sont protégés par les lois nationales. Les trois îles du côté malaisien ont été érigées en parc marin, le Turtle Island Park (TIP), et les anciens résidents ont été réinstallés ailleurs. Les six îles Philippines forment le Turtle Islands Wildlife Sanctuary (TIWS). Baguan, a été déclarée un sanctuaire de tortues marines en 1982 (DENR MRN AO 8, art. 1982). Les autres îles ont également été déclarées zone protégée en 1999, sous la juridiction de gestion du ministère de l’Environnement et des Ressources naturelles (DENR), par la Proclamation présidentielle no 171, qui a établi le TIWS dans le cadre du National Integrated Protection Areas System (NIPAS) des Philippines.
Des observations d’oiseaux ont été effectuées dans les six îles du Turtle Islands Wildlife Sanctuary en mai 2017, mars 2018 et août 2019, en utilisant des appareils photo numériques, des jumelles et des lunettes d’observation pour documenter les espèces d’oiseaux et pour évaluer leur population. Un total de 44 espèces ont été observées y compris le Carpophage de Pickering (Ducula pickeringii, Cassin, 1854), le Petit-duc de Mantanani (Otus mantananensis, Sharpe, 1892) et le Mégapode des Philippines (Megapodius cumingii, Dillwyn, 1853). C’est sur l’île de Baguan qu’a été enregistré le plus grand nombre d’espèces (38 espèces différentes).